# Свиногорка
Свиногорка — деревня в Саракташском районе Оренбургской области, административный центр  Александровского сельсовета. 

## География
Находится на расстоянии примерно 42 километра по прямой на северо-запад от районного центра поселка Саракташ.

## История
Деревня основана в 1820 году. 

## Население
Население составляло 79 человека в 2002 году (русские 87%), 58 по переписи 2010 года.